# Rehearsals & blows
Rehearsals & blows is een demo-album van King Crimson.
Na de uitgave van Beat raakte King Crimson in een impasse. De samenwerking tussen Robert Fripp en Adrian Belew stokte en liep vast. Toch werden er opnamen gedaan voor een nieuw album in de geluidsstudio’s Arny’s Shack in Dorset, Marcus Music in Londen en Bearsville in New York. Het wilde echter niet vlotten, tot op een moment de samenwerking weer op gang kwam en leidde tot het album Three of a Prefect Pair. Dat album verscheen in het voorjaar van 1984, de band ging nog op tournee, maar daarna was het tien jaar stil rond de groep; pas in 1994 verscheen nieuw werk onder de titel VROOOM.
Tijdens de opnamen voor Three of a perfect pair gaf Fripp soloconcerten, speelde Bruford met Patrick Moraz twee albums vol en deden een tournee en was Belew bezig met een soloalbum. Tony Levin was op tournee met Peter Gabriel.

## Musici
- Adrian Belew, Robert Fripp – gitaar
- Tony Levin – basgitaar
- Bill Bruford – drumstel

## Muziek
| Nr. | Titel                              | Duur |
| --- | ---------------------------------- | ---- |
| 1.  | Adrian and Robert                  | 3:03 |
| 2.  | Slow groove                        | 3:39 |
| 3.  | Funk groove                        | 1:25 |
| 4.  | Sleepish                           | 1:09 |
| 5.  | Slow sleepless                     | 2:35 |
| 6.  | An entry of the Crims              | 4:05 |
| 7.  | Sacramento                         | 4:35 |
| 8.  | Perfecting three of a perfect pair | 2:53 |
| 9.  | Open hearted                       | 3:01 |
| 10. | Working on Sleepless               | 3:45 |
| 11. | Easy to solo over                  | 1:02 |
| 12. | Do you dig me?                     | 1:18 |
| 13. | Industrial                         | 4:10 |
| 14. | Steinberger melody                 | 5:10 |
| 15. | Shidare Zakura                     | 2:45 |

Jaren 60: mei, juni 1969; Marquee Londen · 5 juli 1969; Hyde Park Londen · 21/22 november 1969; San Francisco
Jaren 70: 11 mei 1971; Plymouth · 10 augustus 1971; Marquee Londen · 16 oktober 1971; Brighton · 13 december 1971; Detroit · 26 februari 1972: Jacksonville · 27 februari 1972;Orlando · 12 maart 1972; Denver radio · 13 maart 1972; Denver live · 27 maart 1972; Boston · 13 oktober 1972; Frankfurt am Main · 17 oktober 1972; Bremen · 13 november 1972; Guildford · 15 november 1973; Zürich · 29 maart 1974; Heidelberg · 30 maart 1974; Mainz · 1 april 1974: Kassel · 24 juni 1974, Toronto· 1 juli 1974, New York
Jaren 80: 30 april 1981; Bath · 30 juli 1982; Philadelphia · 2 augustus 1982; New York · 13 augustus 1982; Berkeley · 25 augustus 1982; Cap D’Agde · 29 september 1982; München · 17-30 januari 1983; studiowerk · mei-november 1983
Jaren 90: VROOOM sessies;april/mei 1994; studio · 1 juli 1995; Wiltern · 20-25 november 1995; Broadway · 29 november 1995; Chicago · 26 augustus 1996; 2e maal Philadelphia · mei 1997; Nashville studio · 1-4 december 1997 (P1) · 4 juni 1998; Chicago (P2) · 1 juli 1998; Northampton (P2) · 1 november 1998; San Francisco (P4) · 25 maart 1999; Austin (P3)
Jaren vanaf 2000: 11 juni 2000; Warschau · 9/10 november 2001; Nashville live · 3 maart 2003: Alexandria (P3) · april 2003 · najaar 2003; Japan · 20 juni 2003; Milaan · 16 november 2003; New Haven ·  28 juni 2017; Chicago